# Петър Николов-Зиков
Петър Николов-Зиков (или само Петър Николов) е български политолог, историк и политик, доцент по Политически науки в Нов български университет, заместник-министър на образованието в третото правителство на Бойко Борисов и в правителството на Росен Желязков, народен представител в XLVI, XLVII, XLVIII, XLIX и L народно събрание, заместник-председател на Съюза на демократичните сили (СДС). Декларира себе си като консерватор и защитник на „трите кита на консервативната политика“ – християнство, патриотизъм и йерархизъм, като е особено критичен по отношение на правния режим на абортите и узаконяването на съжителството и гей браковете. Наред с това е един от авторите на идеята за превръщане на 24 май в национален празник на България, на мястото на 3 март.

## Биография
Роден е на 3 юни 1979 г. в София в семейството на баща художник, Николай Николов-Зиков, и майка лекар. През 1998 г. завършва Класическата гимназия, през 2002 г. – Политология, а през 2004 г. – Политически мениджмънт в Софийския университет.
От първата си съпруга Павлина (внучка на политика от СДС и председател на XXXVIII народно събрание Йордан Соколов) има три дъщери, а от втората си съпруга Мария Антоанета – един син.

### Професионална дейност
От 1999 г. започва да публикува политически анализи в периодичния печат, а през 2000 г. става експерт в отдела за политически анализи и стратегии на СДС. След разцеплението на партията през 2004 г. Петър Николов оглавява сектора за политически анализи на ДСБ.
В периода 2003 – 2004 г. печели стипендия от фондация „Конрад Аденауер“, а през 2006 – 2009 г. е редовен докторант в департамент „История“ на Нов български университет.
През 2008 и 2009 г. води политическото предаване „Клуб Четвъртък“ в телевизиите 7 дни и BBT и става автор в десните вестници Демокрация, Про и Анти и Седем. От 2014 г. е колумнист в електронното издание Петте кьошета (през 2018 г. трансформирано в Консерваторъ).
През 2010 г. защитава докторската си дисертация (получавайки почетната степен cum laude) и печели конкурс за главен асистент в департамент „Политически науки“ на НБУ. Същата година е утвърден и за член на Академичния съвет на университета с мандат до 2012 г. През 2019 г. се хабилитира като доцент по Политически науки в НБУ.
Автор на девет монографии в сферата на средновековната българска история и историята на политическите идеи. От 2015 до 2017 г. е главен редактор на теоретичното списание за политика и култура Conservative Quarterly.

### Политическа дейност

#### Ранна политическа кариера
Петър Николов става член на СДС през 1998 г.  През 2001 – 2002 г. специализира политически умения в Центъра за продължаващо обучение на НБУ. През 2004 г. е сред учредителите на партия Демократи за силна България, а през 2008 г. става член на нейното софийско ръководство. На парламентарните избори през 2009 г. е мажоритарен кандидат и водач на пропорционалната листа на Синята коалиция в 11-и Ловешки избирателен район. Въпреки че не става народен представител, в края на годината Николов е поканен от председателя на ДСБ Иван Костов да влезе в Националното ръководство на партията като част от младата вълна политици на ДСБ, заедно с Радан Кънев, Петър Москов, Даниел Митов, Прошко Прошков, Христо Ангеличин и др. Отличава се с консервативните си възгледи и като един от основните медийни говорители на Иван Костов. През 2011 г. групата на младите издига кандидатурата за кмет на София на Прошко Прошков. Петър Николов е основен стратег на двете му успешни кампании на предварителните избори в рамките на ДСБ и на Синята коалиция, както и на неуспешната трета кампания срещу действащия кмет Йорданка Фандъкова. В края на 2011 г. Николов се оттегля от Националното ръководство на ДСБ, а през пролетта на 2012 г. официално напуска партията, заедно с Прошков, Митов и Ангеличин.
През лятото на 2012 г. четиримата напуснали ДСБ се включват в създадената от бившия еврокомисар Меглена Кунева партия Движение България на гражданите и Петър Николов е избран за член на нейния Национален съвет. На парламентарните избори през 2013 г. той е водач на листата на ДБГ в 4-ти Търновски избирателен район. Тъй като партията не успява да влезе в парламента, в деня след изборите той, заедно с целия Национален съвет, подава оставка. На второто Национално събрание на партията през есента Петър Николов е преизбран за член на Националния съвет. Напуска ДБГ в края на 2015 г.
През 2013 г. Петър Николов участва в протестите срещу правителството на Пламен Орешарски, а през лятото на 2014 г. става учредител и председател на Института за дясна политика (ИДП), неправителствена организация, обединила десни интелектуалци и политици, поставили си за цел да работят за следизборна коалиция на ГЕРБ, Реформаторския блок и патриотичните формации. След сключването на коалицията и съставянето на второто правителство на Бойко Борисов е назначен за парламентарен секретар на Министерския съвет и остава такъв до края на мандата на кабинета.

#### Заместник-министър на образованието и науката
На предсрочните парламентарни избори през 2017 г. Петър Николов неуспешно се явява като кандидат на коалиция Обединени патриоти, едновременно в листите в 25-и Софийски избирателен район и като водач в 11-и Ловешки. При преговорите за съставяне на коалиционно правителство между ГЕРБ и Обединените патриоти, първоначално Николов е спряган за поста на министър на културата, но в крайна сметка при съставянето на третото правителство на Бойко Борисов е назначен за заместник-министър на образованието и науката, отговарящ за ресор висше образование. По време на мандата му са направени сериозни промени в Закона за висшето образование и Закона за развитие на академичния състав, въведени са минимални наукометрични критерии за академично израстване и санкционен режим в случаи на плагиатство, приета е Стратегия за развитие на висшето образование в периода 2021 - 2030 г., разработена е карта на висшето образование и детайлни политики по отношение на всички държавни висши училища. Друга тема, с която се ангажира пряко, е включването на престъпленията на комунизма в учебните програми по история. При съставянето на правителството на Росен Желязков през 2025 г., отново е назначен за заместник-министър на образованието и науката.

#### Народен представител
На предсрочните парламентарни избори през лятото на 2021 г. Петър Николов се явява като кандидат на коалицията ГЕРБ-СДС в 25-и Софийски избирателен район и след решението на водача на листата Бойко Борисов да не влиза в парламента, става народен представител в XLVI народно събрание. Избран е за член на парламентарните комисии по култура и медии и по образование и наука. Ситуацията се повтаря и на есенния предсрочен вот, когато Николов участва и като член на Инициативния комитет на независмия кандидат за президент Анастас Герджиков, на паралелно провеждащите се президентски избори. В XLVII народно събрание той е един от депутатите, внесли отхвърления законопроект за промяна на националния празник от 3 март на 24 май. За трети път Петър Николов става народен представител на предсрочните парламентарни избори през 2022 г., след пореден отказ на Борисов да влезе в XLVIII народно събрание, а за четвърти и пети – след изборите през 2023 и през 2024 г., като за да му освободи позиция в листата, бившият премиер влиза от Пловдив. В XLIX народно събрание е избран и за заместник-председател на Комисията по култура и медии. Участва и във вторите предсрочни парламентарни избори през 2024 г., но този път не е избран и е назначен за заместник-министър на образованието и науката.

#### Заместник-председател на СДС
През 2021 г. Петър Николов възстановява членството си в СДС, а в началото на 2022 г. 25-ата Национална конференция на партията го избира за заместник на председателя Румен Христов.

### Монографии
- Николов-Зиков, П. Раждането на българския консерватизъм.   София, Парадигма, 2011. ISBN 978-954-326-137-6.
- Николов-Зиков, П. Династията на Срацимировци. Властови доктрини и политически модели в Югоизточна Европа през XIV век.   София, НБУ, 2012. ISBN 978-954-535-702-2.
- Николов-Зиков, П. Истинската история на Видинското княжество.   София, Ciela, 2014. ISBN 978-954-28-1445-0.
- Николов-Зиков, П., Тодорова, Ир. Политическият консерватизъм. От Бърк и Местр до Орбан и Тръмп.   София, Ciela, 2017. ISBN 978-954-28-2240-0.
- Николов-Зиков, П. Българската монархия. Т.1. Чедата на хуните (632-765).   София, A&T Publishers, 2019 (2020 г. - второ допълнено издание). ISBN 978-619-7430-25-7.
- Николов-Зиков, П. Българската монархия. Т.2. Царе и богове (765-893).   София, A&T Publishers, 2020. ISBN 978-619-7106-53-4.
- Николов-Зиков, П. Домът на Шишман и неговите реални или мними потомци през XV-XX век.   София, Българска история, 2021. ISBN 978-619-7496-74-1.
- Николов-Зиков, П. Българската монархия. Т.3. Златният век (893-971).   София, A&T Publishers, 2024. ISBN 978-619-7430-86-8.
- Николов-Зиков, П. Людовико – императорът на България.   София, Ciela, 2025. ISBN 978-954-28-5033-5.

### Научни статии
- Николов-Зиков, П. Едно ново политическо поколение в България. – В: Политическата култура в България.   София, Фондация „Конрад Аденауер“, 2004.
- Николов-Зиков, П. Основи и принципи на българското консервативно светоусещане през втората половина на XIX в. – В: сп. „Разум“, бр. 1 (07).   София, Институт „Разум“, 2004.
- Николов-Зиков, П. Българското православие – между консервативното начало и либералните експерименти. – В: сп. „Християнство и култура“, бр. 4 (12).   София, Фондация „Комунитас“, 2004.
- Николов-Зиков, П. В търсене на българската идентичност. Възможно ли е едно ново „ойкумене“?. – В: сп. „Християнство и култура“, бр. 4 (27).   София, Фондация „Комунитас“, 2008.
- Николов-Зиков, П. Още за произхода на последната средновековна българска царска династия”. – В: Етноси, култури и политика в Югоизточна Европа. Юбилеен сборник в чест на проф. Цветана Георгиева.   София, НБУ, 2009. ISBN 978-954-535-575-2.
- Николов-Зиков, П. Разрояването на царете – девалвация на титлата или промяна на политическия модел през българския XIV век. – В: сп. „Християнство и култура“, бр. 61.   София, Фондация „Комунитас“, 2011.
- Николов-Зиков, П. Княз Фружин и неговите наследници в Унгария и България (XV–XVI век). – В: Юбилеен сборник посветен на 85-годишнината на ст.н.с. Магдалина Станчева.   София, НБУ, 2011. ISBN 978-954-535-645-2.
- Николов-Зиков, П. Традиционни елити и модерност в Югоизточна Европа (XVII-XIX век). В: Годишник на департамент История, Т. III, 2008 г.  София, НБУ, 2011. ISBN 978-954-535-486-1.
- Николов-Зиков, П. Европа между икономическата криза и кризата на идентичността. – В: сп. „Християнство и култура“, бр. 68.   София, Фондация „Комунитас“, 2012.
- Николов-Зиков, П. Шишмановци и Синадини. Една българо-византийска история. – В: сп. „Родознание/Genealogia“, бр. 1 – 2.   София, Институт за исторически изследвания при БАН, 2013.
- Николов-Зиков, П. Дворяните Савелиеви-Ростиславичи в българската и руската история. – В: сп. „Родознание/Genealogia“, бр. 3 – 4.   София, Институт за исторически изследвания при БАН, 2013.
- Николов-Зиков, П. Трансформации и парадокси на политическия консерватизъм. – В: сп. „Conservative Quarterly“, кн. 1.   София, Институт за дясна политика, 2015.
- Николов-Зиков, П. От Хамилтън до Линкълн: Зората на американския политически консерватизъм. – В: сп. „Conservative Quarterly“, кн. 3/4.   София, Институт за дясна политика, 2015.
- Николов-Зиков, П. Исторически истини и исторически вини: Възход и падение на авторитарния консерватизъм. – В: сп. „Conservative Quarterly“, кн. 1/2.   София, Институт за дясна политика, 2016.
- Николов-Зиков, П., Краевски, Т. Краят на либералния консенсус и неговите неоспорими очевидности. – В: сп. „Conservative Quarterly“, кн. 3/4.   София, Ciela, 2017.
- Николов-Зиков, П. Ранносредновековна България и християнството. – В: сп. „Християнство и култура“, бр. 134.   София, Фондация „Комунитас“, 2018.
- Николов-Зиков, П. Хуно-българската династия Дуло. Опит за реконструкция. – В: сп. „Родознание/Genealogia“, бр. 3 – 4.   София, Институт за исторически изследвания при БАН, 2018.
- Николов-Зиков, П. Родът на Турул. Българо-унгарски династични преплитания през IХ-Х век. – В: сп. „Родознание/Genealogia“, бр. 1 – 2.   София, Институт за исторически изследвания при БАН, 2020.

## Ордени и декорации
- Почетен знак на Видинското землячество за принос към град Видин, 2018 г.
- Командорски кръст на Суверенния военен орден на Свети Йоан от Йерусалим, Родос и Малта, 2019 г.[26]
- Възпоменателен сребърен медал “За заслуга” в памет на пренасянето на тленните останки на цар Фердинанд на родна земя, 2024 г.[27]